# 你逃我也逃 (1942年电影)
《你逃我也逃》（英語：To Be or Not to Be）是一部1942年由德国导演刘别谦执导的美国喜剧电影。影片讲述了一个在纳粹德国占领区的剧团，试图设局骗过纳粹军官的故事。该片上映七天后，饰演女主角的演员卡洛尔·隆巴德于飞机事故中去世，本片成为了其生前的最后一部电影作品。

## 评价
本片现在被认为是喜剧电影中的经典，在影评网站烂番茄上，该片获得了98%的好评率。